# Salih al-Miskin
Salih al-Miskin (arabisch صالح المسكين, DMG Ṣāliḥ al-Miskīn, geb. im 8. Jahrhundert; gest. 793 (176 n.H.)) war ein Prinz der Abbasiden-Dynastie, Sohn des zweiten Abbasiden-Kalifen al-Mansur und Vater von Umm Muhammad bint Salih, einer Gattin des fünften Abbasiden-Kalifen Harun al-Raschid.

## Leben und Familie
Salih al-Miskin war ein Sohn des zweiten Abbasiden-Kalifen al-Mansur (714–775, reg. 754–775) mit einer seiner Konkubinen, der griechischen Sklavin Qali al-Farrascha. In früher Kindheit (vom 4. bis 6. Lebensjahr) unternahm er die Pilgerfahrt nach Mekka.
Er heiratete Umm 'Abdallah bint Isa ibn Ali, die Eigentümerin der Residenz von Umm 'Abdallah im Bagdader Stadtteil al-Karch, wo Dattelsafthersteller ihr Geschäft betrieben. Das Paar hatte eine Tochter namens Umm Muhammad bint Salih. Sie war mit Ibrahim ibn al-Mahdi verheiratet gewesen, der sie jedoch verstieß. Im November/Dezember 803 (Dhu al-Hiddscha, 187 n.H.) heiratete sie den fünften Abbasiden-Kalifen Harun al-Raschid (766–809, reg. 786–809) in Raqqa.
In den Quellen wird Salih al-Miskin als großzügig beschrieben und baute unter anderem einen Palast am Tigris.

## Rezeption
In der klassisch-arabischen Literatur wird Salih al-Miskin unter anderem in al-Tabaris (839–923) monumentalen Geschichtswerk Taʾrīḫ aṭ-Ṭabarī – Taʾrīḫ ar-Rusūl wa-l-Mulūk und bei al-Safadi (1296–1363) erwähnt.